# Тюляпкин, Денис Сергеевич
Дени́с Серге́евич Тюля́пкин (род. 24 октября 1978 года, Горький, Горьковская область, РСФСР, СССР) — российский хоккеист, выступавший в высших дивизионах чемпионатов России и Белоруссии.

## Биография
Воспитанник хоккейной школы нижегородского «Торпедо», во втором составе которого дебютировал в 1995 году. С 1997 года начал выступать в основном составе «Торпедо», ворота которого ранее защищал его отец Сергей Тюляпкин, и в котором позже играл (так же на позиции защитника и под 3-м номером) младший брат Михаил. В 1999 году «Торпедо» вернуло себе право выступать в российской Суперлиге. В том же году Денис в составе сборной России участвовал в хоккейном турнире Зимней Универсиады в словацком Попраде.
Окончание сезона 2000/2001 и начало следующего сезона Денис Тюляпкин играл в составе клубов высшей лиги —
заволжском «Моторе» и тюменском «Газовике», затем вернулся в Нижний Новгород.
В сезоне 2002/2003 представлял кирово-чепецкую «Олимпию» (высшая лига). В 2003—2005 годах в составе клуба «Брест» играл в белорусском чемпионате.
В дальнейшем до завершения в 2010 году карьеры представлял клубы высшей лиги: вновь «Олимпию» (2004/2005), «Липецк» (2005/2006 и 2008/2009), пензенский «Дизель» (2006—2008), ижевскую «Ижсталь» (2008/2009), глазовский «Прогресс» и клуб «Саров» (2009/2010).
Тренер юношеских команд в Дзержинске.